# Taminango
Taminango è un comune della Colombia facente parte del dipartimento di Nariño.
L'abitato venne fondato da Pedro de Adrada alla fine del XVII secolo, mentre l'istituzione del comune è del 19 gennaio 1886.